# Tribunale speciale albanese del 1945

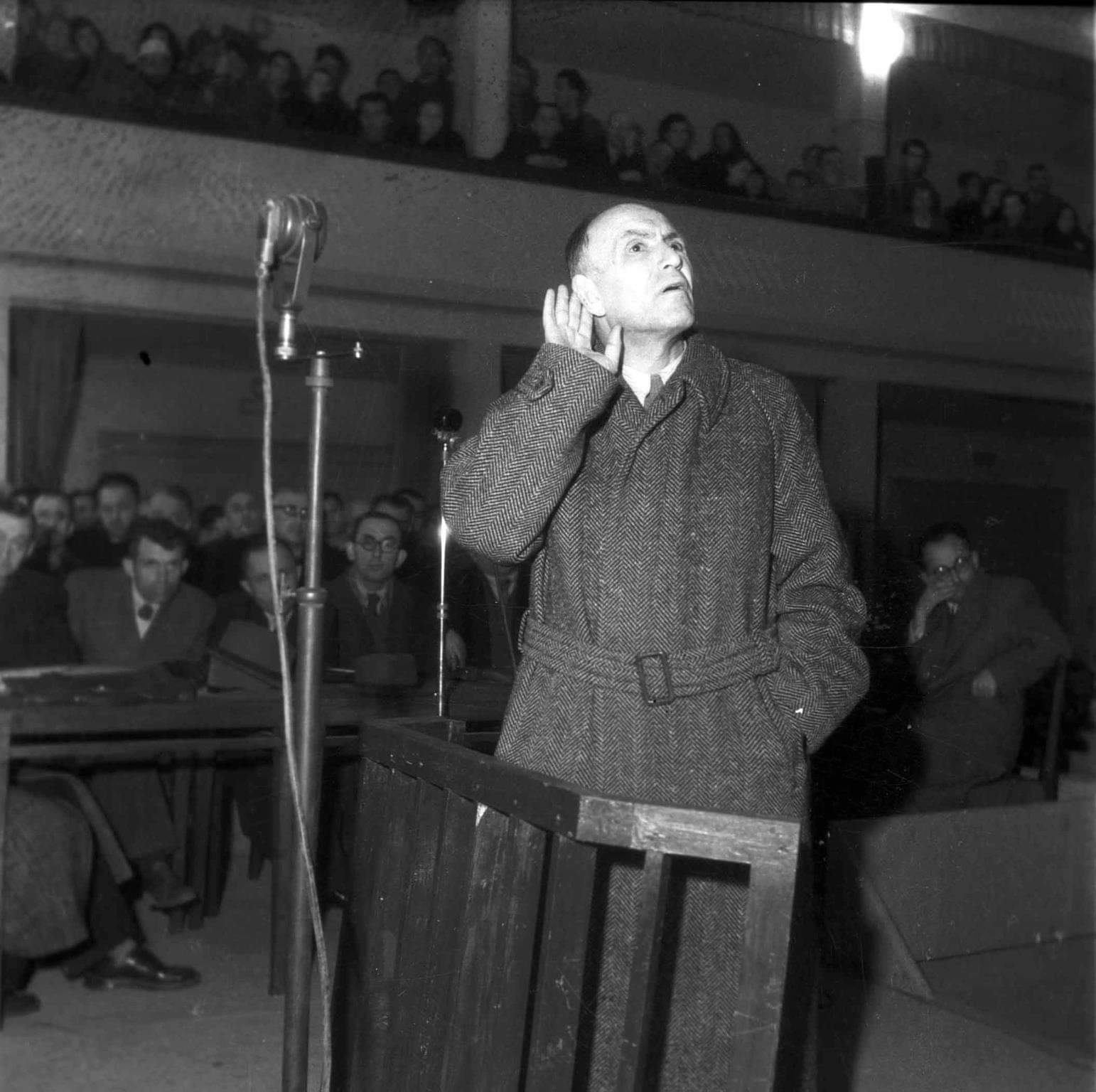
Bahri Omari, sotto processo

Il tribunale speciale per i criminali di guerra e i nemici del popolo (in albanese Gjyqi Special për Kriminelët e Luftës dhe Armiqtë e Popullit), solitamente indicato solo come Tribunale speciale (in albanese Gjyqi Special), fu un tribunale socialista istituito nella primavera del 1945 (1º marzo - 13 aprile) nella neonata Albania socialista, che condusse i processi contro coloro che venivano etichettati come "nemici del popolo" e "criminali di guerra". La corte si basava su una decisione presa dal Consiglio Antifascista di Liberazione Nazionale il 25 dicembre 1944. Come nel resto dell'Europa orientale, l'epurazione contro i "fascisti" e i "criminali di guerra" divenne una parte centrale della costruzione della società basata sul modello sovietico.

## Contesto
Nel novembre 1944, i partigiani socialisti (LANÇ) presero il potere e iniziarono immediatamente con gli arresti di tutti i personaggi pubblici che si ritenevano di aver collaborato con gli occupanti o che non avessero sostenuto in precedenza il LANÇ. Il giornale Bashkimi del Fronte Democratico d'Albania era già uscito all'inizio di gennaio 1945 con editoriali aggressivi indicanti "traditori" e "nemici del popolo". Sessanta di questi personaggi pubblici furono oggetto di un processo per tradimento nel marzo 1945 presso un tribunale speciale socialista con il procuratore Koçi Xoxe. Xoxe, ministro degli Interni, era considerato da alcuni come la persona più potente del momento in Albania.

## Processi
Vari politici non socialisti/non comunisti furono oggetto della corte: filo- italiani, collaborazionisti dei nazisti, membri del Balli Kombetar, precedenti ministri, personalità anticomuniste, membri del personale militare, sostenitori del re Zog, ex editori e giornalisti e membri della pubblica amministrazione durante il regime italiano e tedesco.I "Tribunali del Popolo" ebbero luogo dal dicembre 1944, ma il più noto fu il Tribunale speciale di Tirana il quale iniziò il processo il 1º marzo 1945 e durò fino al 13 aprile 1945. Le sessioni si svolsero nei locali dell'ex cinema "Savoja" (ribattezzato in seguito cinema "Kosova", l'attuale edificio del Teatro Nazionale). Durante questo periodo si tennero 31 sessioni e furono processate 60 persone. Il giudice principale era il tenente generale Koçi Xoxe mentre il generale maggiore Bedri Spahiu era il pubblico ministero. La giuria era composta da 9 membri e altre personalità come Beqir Balluku, Medar Shtylla (Ministro dell'Economia), Faik Shehu, Halim Budo, Gaqo Floqi, Hysni Kapo, Bilbil Klosi, Gjon Banushi.
Gli imputati erano:
- Kosta Kota (politico, ex Primo ministro)
- Bahri Omari (attivista del Vatra, Federazione panalbanese d'America, leader del Balli, e cognato di Enver Hoxha)
- Terenzio Tocci (ex presidente del parlamento albanese)
- Tahsim Bishqemi (ufficiale militare)
- Ibrahim Biçakçiu (ex Primo ministro)
- Fejzi Alizoti (politico filo-italiano, ex Primo ministro)
- Anton Kozmaçi (politico, ex prefetto di Coriza)
- Xhevat Korça (storico, ex ministro)
- Qemal Vrioni (politico, ex ministro)
- Tefik Mborja (ex diplomatico, leader del Partito Fascista Albanese)
- Zef Benussi (politico, ex ministro)
- Shuk Gurakuqi (politico)
- Zef Shiroka (politico, ex ministro)
- Emin Toro (politico, vice presidente del Parlamento)
- Aqif Përmeti (politico, ex ministro)

- Gustav von Myrdacz (Divisione Generale del Regio Esercito Albanese)
- Hilmi Leka (politico, ex ministro)
- Ndoc Naraçi (ingegnere, politico, ex ministro)
- Shyqyri Borshi (figura militare e politica)
- Rrok Gera (economista, ex ministro)
- Reshit Merlika (politico)
- Javer Hurshiti (politico, ex prefetto)
- Beqir Valteri (politico, ex ministro, noto per l'attentato alla vita del re Zog
- Zef Kadarja (politico)
- Kolë Tromara (politico, ex prefetto, ex Presidente di Vatra, Federazione panalbanese d'America)
- Ismet Kryeziu (politico, ex ministro)
- Sokrat Dodbiba (economista, politico, ex ministro)
- Rrok Kolaj (ex ministro)
- Jakov Milaj (anthropologist, pubblicista, ex ministro)
- Refat Begolli (politico, ex ministro)

- Et'hem Cara (economista, ex ministro)
- Mihal Sherko (impiegato, ex ministro, fondatore dell'Agenzia Telegrafica Albanese)
- Akile Tasi (ex ministro)
- Mihal Zallari (nationalista, germanofilo, ex presidente del Parlamento)
- Xhavit Leskoviku (pro-zogista, politico)
- Barjam Pustina (ufficiale militare)
- Sulejman Vuçitërna (ufficiale militare)
- Fiqri Llagami (giornalista, editore del giornale "Shqipnia")
- Dik Cami (ufficiale militare)
- Nedim Kokona (ex Secretario generale dell'Ufficio del Primo ministro)
- Sami Koka (figura militare, ex prefetto)
- Daut Carçani (politico)
- Zenel Prodani (ex prefetto)
- Zija Bejleri (politico, impiegato)
- Ihsan Libohova (direttore del giornale "Tirana")

- Koço Tasi (politico, ex ministro)
- Vangjel Goxhomani (politico)
- Luigj Filaj (compositore, impiegato)
- Abedin Xhiku (pro-zogista, figura militare)
- Lazër Radi (scrittore, giornalista, avvocato, filo fascista)
- Manush Peshkëpija (pubblicista, anti-comunista)
- Gjergj Bubani (pubblicista, direttore di Radio Tirana)
- Bilal Nivica (figura militare)
- Sami Visoka (politico, ex ministro)
- Mahmut Golemi (ex Prefetto, capo Comandante della Gendarmeria di Tirana)
- Abdurrahman Telqiu (politico)
- Rifat Tartari (politico)
- Ismail Golemi (ufficiale militare)
- Ded Jakova (fotoreporter?)
- Kostandin Kote (politico, ex ministro)

La maggior parte degli imputati fu giudicata colpevole: 17 furono fucilati, 8 ricevettero l'ergastolo e il resto vari termini di condanne. Abdurrahman Telqiu e Luigj Filaj furono rilasciati per mancanza di prove. Ded Jakova, Zef Shiroka e Abedin Xhiku furono condannati a 1, 2 e 1 anno ma vennero rilasciati in libertà vigilata.

## Conseguenze
Con la scomparsa di Koçi Xoxe nel 1949, pochi personaggi politici, compresi quelli che sarebbero stati arrestati e condannati in seguito, sarebbero stati parzialmente riabilitati. Altri famigerati processi sarebbero venuti fuori durante il periodo socialista in Albania, ovvero il "Gruppo dei membri dell'Assemblea" (in albanese Grupi i Deputetëve   ), il "Gruppo dei sabotatori" (in albanese Grupi i Sabotatorëve), "Gruppo del Colpo di Stato" (in albanese Grupi i Puçistëve) e molti altri. Xoxe, Beqir Balluku, Bedri Spahiu sarebbero stati successivamente accusati di "tradimento" e "nemici del popolo" e giustiziati o imprigionati.